# Василенко Микола Олександрович
Микола Олександрович Василенко (*1 травня 1924, село Загорянівка Білозерського району Херсонської області — 8 вересня 2018, місто Херсон ) — український поет, прозаїк. Жертва Сталінських репресій. Лауреат літературної премії імені В. Мисика.

### Біографічні дані
Микола Василенко народився 1 травня 1924 року на Херсонщині. До другої світової війни закінчив 9 класів Херсонської середньої школи № 22. На початку 1943 року був вивезений на примусові роботи до Німеччини. З 1945 року служив у Радянській Армії. 1947 року з політичних мотивів арештований органами НКВД. Вирок — 10 років ув'язнення в лагерях ГУЛАГу на Крайній Півночі.
Працював на вугільних шахтах Заполяр'я, м. Інта (Республіка Комі). 1955 року був звільнений зі зняттям судимості. 1960 року закінчив Горлівський індустріальний технікум. Працював електрослюсарем, майстром на Харківському бавовняному комбінату, інженером «Херсоненерго», Херсонського раднаргоспу, старшим інженером на Херсонському виноробному заводі.
Був головою благодійної фундації "Таврійська фундація «ОВУД» та членом НСПУ.
Помер 8 вересня 2018 року у Херсоні.

## Творчість
Поезію почав писати з шкільних років, публікувався у міській та районній періодичній пресі.
Після ув'язнення друкував оригінальну поезію та переклади з іноземних мов у часописах «Україна», «Вітчизна», «Жовтень», «Горизонт», «Донбас».

### Поетичні книжки
- «Очна ставка» (1990)
- «Небовий ключ» (1990)
- «Жменя дощу» (1999)
- «Архітектура планиди» (2004)
- «Сердце — не камень» (в перекладі російською мовою) (2005)
- «Ключ від королівства» (англійська народна поезія мовою оригіналу та українською) (1997)

### Збірки поезій для дітей
- «Жариста шабля» (1996)
- «На горі стояла хата» (2001)
- «Усе царство — за коня!» (2003)

### Історичні романи
- «Уламки імперії» (2002)
- «Лаодика — царица Селевкидии» (2008)

## Відзнаки
- Лауреат літературної премії імені Василя Мисика (2000) — за збірку поезій «Жменя дощу» та переклади з англійської мови збірки творів для дітей «Ключі від королевств».